# Мунайтпасов Даніяр Кенжеболатович
Мунайтпасов Даніяр Кенжеболатович (30 березня 1976) — казахський боксер, призер чемпіонату Азії.

## Аматорська кар'єра
На чемпіонаті Азії 1999 переміг Бе Хо Джо (Південна Корея) та Есфандіара Мухаммаді (Іран), програв у фіналі Паркпум Джангфонак (Таїланд) і, зайнявши друге місце, кваліфікувався на Олімпійські ігри 2000.
На Олімпіаді переміг Паулюса Алі Нуумбембе (Намібія) — 14-2 та Леонарда Бунду (Італія) — 13-4, а у чвертьфіналі програв Сергію Доценко (Україна) — 7-8.